# 이경선 (1971년)
이경선은 대한민국의 배우이다.

## 학력
- The Royal Central School of Speech & Drama / Voice Studies (MA)
- 단국대학교 연극영화학과 졸업
- 대진대학교 문화예술대학원 연극영화학과 졸업 (MFA)

## 연기 활동

### 드라마
- 2008년 MBC 아침드라마 《하얀 거짓말》

### 영화
- 1996년 《고스트 맘마》 … 카폰 여자 역
- 1997년 《3인조》 … 수녀 역
- 1997년 《산부인과》
- 1998년 《토요일 오후 2시》
- 1998년 《찜》
- 1998년 《해가 서쪽에서 뜬다면》
- 1998년 《미술관 옆 동물원》 … 신부 역
- 2000년 《8월의 끝》
- 2001년 《휴머니스트》 … 정부의 아내 역
- 2001년 《나비》 … 안나 동생 역
- 2002년 《7Am, Slowly; Opposite Page》 … 여자 역
- 2010년 《여덟 번의 감정》 … 상미 역

### 공연
- 2007년 《더블린 캐롤》 … 마리 역
- 2010년 《프루프》 … 클레어 역